# Гаускнехт, Юрий Геннадиевич
Ю́рий Генна́диевич Гаускне́хт (род. 18 сентября 1947, Айдабул, Зерендинский район, Кокчетавская область, Казахская ССР) — почётный нефтяник СССР, передовик производства, лауреат Государственной премии СССР, народный депутат СССР.

## Биография
Юрий Геннадиевич Гаускнехт родился 18 сентября 1947 года в деревне Айдабул Зерендинского района Кокчетавской области Казахской ССР. Вскоре семья переехала в Саратовскую область. После окончания школы и срочной службы в армии работал помощником бурильщика, затем бурильщиком. В 1973 году без отрыва от производства окончил с отличием Саратовский политехнический техникум по специальности «Бурение нефтяных и газовых скважин», был назначен буровым мастером.  
Бригада Ю. Г. Гаускнехта в июне 1973 года первая в СССР выполнила годовой план безаварийно, пробурив 3000 м сложной Девонской скважины.
С 1975 года Юрий Геннадиевич работал буровым мастером  на предприятии  «Удмуртнефть».
По итогам работы 1979 г. бригада Гаускнехта признана победителем во Всесоюзном социалистическом соревновании среди комсомольско-молодежных бригад, Юрий Геннадиевич был награжден дипломом ВДНХ.
4 декабря 1980 года впервые в истории нефтяной Удмуртии буровая бригада Гаускнехта перешагнула 30-тысячный рубеж проходки.
В 1983 году бригада преодолела  новую высоту — 35 тыс., а 26 ноября 1985 года — в 40 тыс. метров при годовом плане 28 тыс.
В 1986 году за выдающиеся достижения в труде Юрию Геннадиевичу была присуждена Государственная премия СССР.
В 1989 году Ю. Г. Гаускнехт был избран народным депутатом СССР.
С марта 1992 по 2002 год работал заместителем начальника УПТО и КО «Удмуртнефти».
С 2004 по 2022 год работал генеральным директором компании ООО «Союз Контракт».

## Награды
- Государственная премия СССР
- Орден Трудового Красного Знамени
- Орден «Знак Почёта»
- Знак «Отличник нефтяной промышленности»
- Звание «Почётный нефтяник МНП и Минтопэнерго РСФСР»
- Знак «Победитель социалистического соревнования» (1977, 1978, 1979)
- Знак «Ударник десятой пятилетки»
- Медаль фонда Мира
- Медаль МЧС за спасение
- Три золотые медали ВДНХ СССР